# 介子推
介子推（？—前636年），一作介之推，又称介子、介推，春秋时期晋国人，逝世于介休绵山（今山西介休市）。晋文公重耳的辅臣，骊姬之乱发生后，他跟随重耳出奔，並辅佐重耳返国，介子推決定归隐山林。其“割股奉君”、隐居“不言禄”之品行得到世人怀念。

## 生平事迹

### 割股奉君
“骊姬之乱”后，晋國公子重耳为了躲避祸害，避难奔狄，随行贤士五人，介子推即是其中之一。此后，介子推一直追随重耳在外逃亡19年，辗转周折，备历艰难险阻。重耳最终能返回晋国，成为日后的春秋五霸之一的晋文公，介子推也尽了犬马之劳。
据载重耳逃入衞國国境时，凫须偷光了重耳的资粮，逃入深山。重耳无粮，饥饿难行，介子推毅然割下自己大腿上的肉供养重耳。在重耳落难之时，介子成就了忠义之名，史称“割股奉君”。

### 功不言祿
重耳得到秦穆公相助，得以返国时，与介子推一起追随重耳19年的咎犯担心先前出奔在外，多有冒犯重耳之处而假意请辞。介子推认为晋君历尽艰险，重返王座，乃上天相助，咎犯身为臣子，携功要君，惺惺作假，介子推鄙其邀功行径，耻于与之同船，遂自行渡河。
及至文公归国后赏赐跟从他逃亡的人，介子推不谈俸禄回报。介子推说：“献公的儿子九人，只有国君在世了。惠公、怀公没有亲近的人，国内外都厌弃他们。上天没有断绝晋国的后嗣，一定会有君主。主持晋国祭祀的人，不是国君是谁？这是上天安排的，而那几个人以为是自己的功劳，不是荒谬吗？盗窃别人的财物，就叫他做小偷，何况窃取上天的功劳当作自己的功劳呢？下面的人赞美他们的罪过，上面的人奖励他们的欺诈，上下相互欺骗，很难和他们相处了。

### 封于绵山
介子推携母隐居入绵山，直到他去世人们都再也没有见过他。《史记·卷三十九·晉世家第九》书：“至死不復見”。
介子推的追随者怜惜他，于是在宫门上写道：“龍欲上天，五蛇為輔。龍已升雲，四蛇各入其宇，一蛇獨怨，終不見處所。”晋文公出门时看到這些字，感歎說：「这讲的是介子推啊，我忙于王室的事情，还没有表彰他的功劳。”于是派人去召他，不見其蹤，听闻他在绵山上，于是晋文公将绵山封給介子推，号曰介山，说：“就以此铭记我的过失，并且表彰善良的人。”

### 晋立介休
秦置界休县，新莽时改为界美，东汉复名界休。西晋立国，对春秋晋地故事人物兴趣浓厚，且感亲切。西晋杜预對晋武帝司马炎述说界休当为介休，以此纪念介子推，晋武帝遂改界休为介休。

### 民间传说
另一些民间传说，得知介子推隐居绵山后，晋文公非常懊悔，亲自去绵山寻找，但介子推始终避而不出。于是晋文公下令焚山，企图逼介子推出山，不料介子推却坚不下山，最终抱在一棵柳树上死去。晋文公悲痛万分，将一段烧焦的柳木，带回宫中做了一双木屐，每天望着它叹道：“悲哉足下。”此后，“足下”成为下级对上级或同辈之间相互尊敬的称呼，据说就是来源于此。據傳後悔焚山的晉文公還以紀念介子推為由，規定每年此時不得生火，一律吃冷食，此即寒食節的起源。

## 身后评价
由于介子推的忠心耿耿和淡泊名利，一直是中国古代社会极力推崇的的高尚品德，所以介子推在历朝历代都得到了很多的赞誉。民间修建了许多祠堂庙宇，以慰籍介子推的在天之灵。北宋天禧元年（1017年），宋真宗诏封介子推为「洁惠侯」。
另外，中国古代历朝历代的文人墨客也为介子推的事迹留下了很多著名的诗篇，如：
- “介子忠而立枯兮，文君寤而追求；封介山而为之禁兮，报大德之优游”（战国屈原《九章·惜往日》）
- “人乞祭余骄妾妇，士甘焚死不公侯。贤愚千载知谁是，满眼蓬蒿共一丘”（宋 黄庭坚《清明》）；
- “民间禁火寒食节，绵上遗封莽未耘”（明 俞汝为《过绵山吊介之推》）；
- “但使亡人能返国，耻将股肉易封侯”（明 林魁《寒食题介子祠》）
- “百年节岁同寒食，万里封疆立介休”（明  吕解元《绵山吊介子》）

## 民間信仰

舊庄開山大帝廟開山大帝神像

後世尊介子推為「開山侯」、「開山王」或「開山大帝」（俗稱大伯公），台灣供奉介之推為主神的廟宇：
- 嘉義市西區車店里 開山尊王廟 主祀：開山尊王（稱呼 王爺公）、天上聖母
- 嘉義市東區後湖里 三賢宮 主祀保生大帝、開山尊王
- 嘉義縣水上鄉國姓村三界埔 協安宮 主祀：開山聖侯（稱呼 大伯爺公）
- 雲林縣崙背鄉枋南村 新庄開山宮主祀：開山聖侯（稱呼 大伯公）
- 彰化縣社頭鄉清水村 武郡宮 主祀：武君大千歲（據說即介子推）
- 雲林縣大埤鄉怡然村 舊庄開山大帝廟 主祀：開山大帝
- 宜蘭縣冬山鄉安平村 大安廟 主祀：開山聖侯

## 引用
1. ↑  春秋·左丘明《左傳·介之推不言祿》
2. ↑  唐孔穎達《春秋左傳正義》（五經正義），小字註釋則記載為「介子推」、「介子」、「介推」
3. ↑  《韓詩外傳》卷十作「里鳧須」、「鳧須」，西漢劉向《新序·雜事》卷第五亦作「里鳧須」、「鳧須」。
4. ↑  介子推割股的故事不见于《左传》和《史记》。
5. ↑  《韩诗外传》卷十第三章
6. ↑  《史记·卷三十九·晉世家第九》，记载“咎犯曰：「臣從君周旋天下，過亦多矣。臣猶知之，況於君乎？請從此去矣。」重耳曰：「若反國，所不與子犯共者，河伯視之！」乃投璧河中，以與子犯盟。是時介子推從，在船中，乃笑曰：「天實開公子，而子犯以為己功而要市於君，固足羞也。吾不忍與同位。」乃自隱渡河。”
7. ↑  《左传·僖公二十四年》书：“推曰：献公之子九人，唯君在矣。惠、怀无亲，外内弃之。天未绝晋，必将有主。主晋祀者，非君而谁？天实置之，而二三子以为己力，不亦诬乎？窃人之财，犹谓之盗，况贪天之功以为己力乎？下义其罪，上赏其奸，上下相蒙，难与处矣。”
8. ↑  《史记·卷三十九·晉世家第九》“介子推從者憐之，乃懸書宮門曰：「龍欲上天，五蛇為輔。龍已升雲，四蛇各入其宇，一蛇獨怨，終不見處所。」文公出，見其書，曰：「此介子推也。吾方憂王室，未圖其功。」使人召之，則亡。遂求所在，聞其入綿上山中，於是文公環綿上山中而封之，以為介推田，號曰介山，「以記吾過，且旌善人。」
9. ↑  屈原在《九章·惜往日》中有句曰：“介子忠而立枯兮，文君寤而追求；封介山而为之禁兮，报大德之优游。”
10. ↑  東晉末年劉敬叔《異苑》卷十
11. ↑  寒食節源於纪念介子推的说法最早见于桓谭《新论》，洪迈在《容斋随笔》有考證。